# 20265 Yuyinchen
A 20265 Yuyinchen (ideiglenes jelöléssel 1998 FP23) a Naprendszer kisbolygóövében található aszteroida. A LINEAR projekt keretében fedezték fel 1998. március 20-án.